# Mikołaj Kiszka (zm. 1587)
Mikołaj Kiszka z Ciechanowca herbu Dąbrowa  (ur. w 1524 roku – zm. w 1587 roku), starosta bielski, starosta drohicki od 1556, wojewoda podlaski od 1569.
Rodem z Ciechanowca. Od 1560 roku był wraz z żoną właścicielem dóbr z siedzibą w Rudce, które wymienił ze Stanisławem Połońskim na dobra Łużyn i Połoczany w powiecie oszmiańskim, od 1583 roku był właścicielem dóbr w Konstantynowie (Kozierady) w Ziemi mielnickiej oraz części dóbr dokudowskich z dworem i 2/3 miasta Dokudowa.
Na sejmie bielskim 1564 roku był świadkiem wydania przywileju bielskiego przez króla Zygmunta II Augusta. Był sygnatariuszem aktu unii lubelskiej 1569 roku. W 1573 roku potwierdził elekcję Henryka III Walezego na króla Polski. W 1575 roku w czasie wolnej elekcji głosował na cesarza Maksymiliana II Habsburga. 
Rodzina:
- Pierwszą żoną była Maryna Mścisławska
- Drugą żona była Barbara z Chodkiewiczów Kiszczyna
- Jego córką była Barbara Chadzyńska zona Wojciecha starosty nurskiego.
- Jego synem był Mikołaj Kiszka (zm. 1620) także starosta drohicki.